# Physetica temperata
Physetica temperata là một loài bướm đêm trong họ Noctuidae.